# Cybister straeleni
Cybister straeleni är en skalbaggsart som beskrevs av Guignot 1952. Cybister straeleni ingår i släktet Cybister och familjen dykare. Inga underarter finns listade i Catalogue of Life.